# 이넬 카간
이넬 카간(고대 튀르크어: 𐰃𐰤𐰠:𐰴𐰍𐰣 İnel qaγan, 생몰년 미상)은 카파간 카간의 아들이며 돌궐 제2제국의 3대 카간이다. 즉위 후 퀼테긴과 톤유쿡이 쿠데타를 일으켜 빌게를 카간으로 추대했다. 중국 문헌에는 탁서가한(拓西可汗) 등으로 표기되었다.

## 이넬 카간이 등장한 작품
- 《대조영》 (KBS, 2006년 ~ 2007년, 배우: 이영호)